# Bert Trautmann
Bernhard Carl "Bert" Trautmann, OBE (22 tháng 10 năm 1923 – 19 tháng 7 năm 2013) là một cầu thủ bóng đá chuyên nghiệp người Đức chơi ở vị trí thủ môn.
Sinh ra tại Bremen vào năm 1923, ông gia nhập Jungvolk, tiểu đội dành riêng cho thiếu niên thuộc Đoàn Thanh niên Hitler vào tháng 8 năm 1933. Trautmann gia nhập Không quân Đức Quốc xã vào đầu Chiến tranh thế giới thứ hai và sau đó phục vụ với tư cách lính dù. Ông ban đầu được gửi tới Ba Lan bị chiếm đóng và sau đó chiến đấu trong mặt trận phía Đông trong vòng ba năm, được trao năm huy chương, bao gồm Thập tự Sắt. Sau này trong cuộc chiến, ông được chuyển tới Mặt trận phía Tây, nơi ông bị quân Anh bắt giữ khi cuộc chiến dần đi đến hồi kết. Là một người lính tình nguyện, ông được chính quyền phân loại là tù nhân loại "C", đồng nghĩa với việc ông bị coi là một người theo Chủ nghĩa quốc xã. Là một trong số 90 người duy nhất sống sót sau cuộc chiến trong trung đoàn ban đầu gồm 1.000 người, ông được chuyển đến một trại giam giữ tù binh chiến tranh ở Ashton-in-Makerfield, Lancashire. Trautmann đã từ chối lời đề nghị hồi hương và sau khi được trả tự do vào năm 1948, ông đã quyết định định cư tại Lancashire, kết hợp công việc đồng áng với việc làm thủ môn cho một câu lạc bộ địa phương, St Helens Town.
Những màn trình diễn tại St Helens đã mang lại cho Trautmann danh tiếng là một thủ môn xuất sắc, giúp ông nhận được sự quan tâm từ các câu lạc bộ Football League. Vào tháng 10 năm 1949, ông đã ký hợp đồng với Manchester City, đội bóng lúc đó đang chơi tại hạng đấu cao nhất trong nước First Division. Quyết định ký hợp đồng với một cựu lính dù Phe Trục của câu lạc bộ đã gây ra các cuộc biểu tình với 20.000 người tham gia. Qua thời gian, ông dần được chấp nhận nhờ những màn trình diễn trong khung thành của City, chỉ bỏ lỡ năm trong số 250 trận đấu tiếp theo của câu lạc bộ.
Được bầu chọn là Cầu thủ bóng đá xuất sắc nhất năm của FWA vào năm 1956, Trautmann đã đi vào truyền thuyết bóng đá nhờ màn trình diễn của ông trong trận Chung kết Cúp FA 1956. Khi trận đấu chỉ còn 17 phút, Trautmann đã dính một chấn thương nặng khi lao vào chân của Peter Murphy bên phía Birmingham City. Mặc dù vậy, ông vẫn tiếp tục thi đấu, thực hiện những pha cứu thua quan trọng để bảo toàn tỷ số 3–1 cho City. Cổ của ông bị cong một cách rõ rệt khi ông nhận huy chương vô địch; ba ngày sau ảnh chụp Tia X cho thấy cổ ông đã bị gãy.
Trautmann đã chơi bóng cho Manchester City đến năm 1964, ra sân 545 trận đấu. Sau khi giải nghệ, ông chuyển sang sự nghiệp huấn luyện, đầu tiên là với các đội hạng dưới tại Anh và Đức, sau đó trở thành một phần trong chương trình phát triển của Hiệp hội bóng đá Đức, chương trình đã đưa ông tới rất nhiều quốc gia, bao gồm Miến Điện, Tanzania và Pakistan. Năm 2004, ông được bổ nhiệm làm Sĩ quan danh dự của Huân chương Đế quốc Anh (OBE) cho sự cống hiến của ông trong việc thúc đẩy mối quan hệ thấu hiểu Anh-Đức qua bóng đá. Năm 2013, Trautmann qua đời tại nhà riêng ở Valencia, Tây Ban Nha ở tuổi 89.

## Tuổi thơ tại Đức

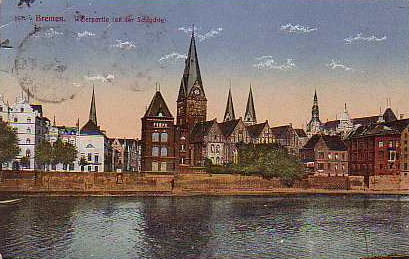
Bremen, nơi sinh của Trautmann vào những năm 1920

Trautmann sinh ngày 22 tháng 10 năm 1923 tại Walle, một khu vực của tầng lớp lao động ở tây Bremen. Ông sống với cha mình, người làm việc trong một nhà máy phân bón gần bến tàu và mẹ ông Frieda. Ông có một người em trai kém ông ba tuổi tên là Karl-Heinz, người mà ông có mối quan hệ rất thân thiết. Tình hình kinh tế ảm đạm vào đầu những năm 1930 đã buộc gia đình Trautmann phải bán nhà và chuyển tới một dãy căn hộ ở khu vực của tầng lớp lao động Gröpelingen, nơi Bernhard sống tới năm 1941.
Bernhard trẻ tuổi có niềm đam mê mãnh liệt với thể thao, chơi bóng đá, bóng ném và völkerball (một dạng của bóng né). Vì điều này, ông đã gia nhập YMCA và câu lạc bộ bóng đá Blau und Weiss. Ông bắt đầu thi đấu cho câu lạc bộ bằng sự nhiệt huyết của mình, nhưng các hoạt động của YMCA không làm ông hứng thú đến vậy.
Tháng 8 năm 1933, ông gia nhập một tổ chức mới mang tên Jungvolk, một tiểu đội thanh thiếu niên thuộc Đoàn Thanh niên Hitler. Năm tiếp theo, ông đã giành chiến thắng trong nhiều sự kiện điền kinh dành cho thanh thiếu niên địa phương và được trao chứng chỉ về thành tích điền kinh xuất sắc do Tổng thống Đức Paul von Hindenburg ký. Khi Chiến tranh thế giới thứ hai nổ ra, Trautmann đang là một thợ sửa ô tô học việc.

## Chiến tranh thế giới thứ hai
Trautmann gia nhập Không quân Đức Quốc xã với tư cách là một nhân viên vô tuyến vào năm 1941. Trong quá trình đào tạo, ông cho thấy ít năng khiếu cho công việc vô tuyến và được chuyển đến Spandau để trở thành một Fallschirmjäger (lính dù). Ông ban đầu phục vụ tại Ba Lan bị chiếm đóng, mặc dù việc đóng quân ở xa phía sau nơi tiền tuyến đồng nghĩa với việc sẽ phải vật lộn với sự buồn tẻ kéo dài; do vậy, Trautmann và những người còn lại trong trung đoàn đã sử dụng thể thao và các trò đùa thực tiễn để giết thời gian. Một trò đùa thực tiễn liên quan đến một chiếc ô tô đã cháy ngược về Trautmann, hậu quả khiến cho một trung sĩ tham mưu bị cháy tay. Trautmann bị đưa ra tòa án quân sự vì sự cố này và bị kết án ba tháng tù giam. Khoảng thời gian đầu bị giam giữ, Trautmann đã bị viêm ruột thừa cấp tính và dành phần còn lại của bản án trong một bệnh viện quân y.
Tháng 10 năm 1941, ông tái gia nhập Sư đoàn Bộ binh 35 tại Dnipro, Ukraina, nơi Lục quân Đức Quốc xã đã bị dừng bước tiến. Các cuộc tấn công chớp nhoáng qua mùa đông vào các tuyến đường tiếp thế của Lục quân Xô Viết là trọng tâm chính của đơn vị và vào mùa xuân, Trautmann đã được thăng hàm Unteroffizier (hạ sĩ). Đã có những sự thăng tiến vào năm 1942, nhưng cuộc phản công của Liên Xô đã giáng một đòn mạnh vào đơn vị của Trautmann và vào thời điểm đơn vị này rút khỏi mặt trận phía Đông, đơn vị chỉ còn lại 300 trong số 1.000 người ban đầu. Trautmann đã được trao năm huân chương cho những hành động của ông trong Chiến tranh Xô–Đức, bao gồm cả Thập tự Sắt hạng Nhất.
Được thăng hàm Feldwebel (trung sĩ), Trautmann là một phần của đơn vị được thành lập từ tàn dư của các đơn vị khác đã bị tiêu diệt ở mặt trận phía đông và bị điều tới Pháp để chống lại cuộc xâm lược dự kiến của phe Đồng Minh vào Pháp. Năm 1945, ông là một trong số ít người sống sót sau cuộc ném bom của phe Đồng Minh vào Kleve và quyết định trở về nhà ở Bremen. Thời điểm này, những người lính Đức không có giấy nghỉ phép hợp lệ đang bị xử bắn vì tội đào ngũ, vì vậy Trautmann tìm cách trốn tránh quân đội từ cả hai phía. Mặc dù vậy, chỉ vài ngày sau, ông đã bị hai người lính Đồng Minh bắt trong nhà kho. Xác định rằng Trautmann không có thông tin tình báo hữu ích nào để cung cấp cho họ, những người lính đã áp giải ông ra khỏi nhà kho với hai tay của ông trong tư thế đầu hàng. Lo sợ rằng mình sẽ bị hành quyết, Trautmann đã chạy trốn. Sau khi trốn thoát khỏi những kẻ bắt giữ mình, ông đã nhảy qua hàng rào, chỉ để đáp xuống chân một người lính Anh, người đã chào ông bằng câu nói "Hello Fritz, fancy a cup of tea?" (tạm dịch: Xin chào Fritz, muốn uống một tách trà không?) Trước đó trong cuộc chiến, ông đã từng bị bắt bởi quân đội Liên Xô và sau đó là Pháp, nhưng đều trốn thoát thành công.
Ông bị giam giữ gần Ostend, Bỉ, sau đó bị chuyển tới trại trung chuyển ở Essex, nơi ông bị thẩm vấn. Là một người lính tình nguyện đã phải chịu sự tẩy não từ nhỏ, ông bị chính quyền phân loại là tù nhân loại "C", đồng nghĩa với việc ông bị coi là một người theo Chủ nghĩa quốc xã. Trautmann, một trong số 90 người duy nhất trong trung đoàn ban đầu của ông sống sót sau cuộc chiến, sau đó bị chuyển đến trại tù binh chiến tranh tại Marbury Hall, gần Northwich, Cheshire và bị giam giữ cùng các tù nhân loại "C" khác. Ông sớm được hạ cấp xuống loại "B" (không phải Đức Quốc Xã), sau đó ông bị đưa tới Fort Crosby ở Hightown gần Liverpool nơi ông ở lại một thời gian ngắn để làm việc tại các trang trại địa phương và hòa nhập cùng người dân địa phương; từ đây ông bị đưa đến Trại tù binh chiến tranh số 50 (nay là Trường trung học Byrchall) ở Ashton-in-Makerfield tại Lancashire giữa St Helens và Wigan, nơi ông ở lại cho đến năm 1948.
Các trận đấu bóng đá thường xuyên được tổ chức tại trại giam, nơi Trautmann chơi ở vị trí ngoài sân. Mặc dù vậy, trong một trận đấu với đội bóng nghiệp dư Haydock Park, Trautmann bị thương khi đang chơi ở vị trí trung vệ. Ông đã đổi vị trí với thủ môn Günther Lühr và từ đó trở đi ông luôn gắn chặt với vị trí thủ môn. Trong thời gian ngày, ông được biết đến với cái tên "Bert", do người Anh không quen với "Bernd", tên viết tắt của ông.

## Sự nghiệp cầu thủ

### Những năm đầu sự nghiệp
Với việc trại giam giữ tù binh sắp đóng cửa, Trautmann đã từ chối lời đề nghị hồi huơng để ở lại Anh, làm việc trong một trang trại ở Milnthorpe, sau đó làm công việc phá bom ở Huyton.
Tháng 8 năm 1948, ông bắt đầu chơi bóng nghiệp dư cho câu lạc bộ St Helens Town thuộc Liverpool County Combination, nơi ông đã gặp con gái của thư ký câu lạc bộ, Margaret Friar, người sau này đã trở thành vợ ông. Trong suốt mùa giải 1948–49, danh tiếng thủ môn của Trautmann ngày càng tăng và các màn trình diễn của ông đã thu hút hàng loạt các đám đông lớn, bao gồm kỷ lục 9.000 khán giả đến xem trận chung kết của một giải đấu cúp địa phương, Cúp Mahon. Thành công của mùa giải đó đã giúp câu lạc bộ thăng hạng lên Division Two của giải Lancashire Combination vào đầu mùa giải 1949–50.

### Manchester City

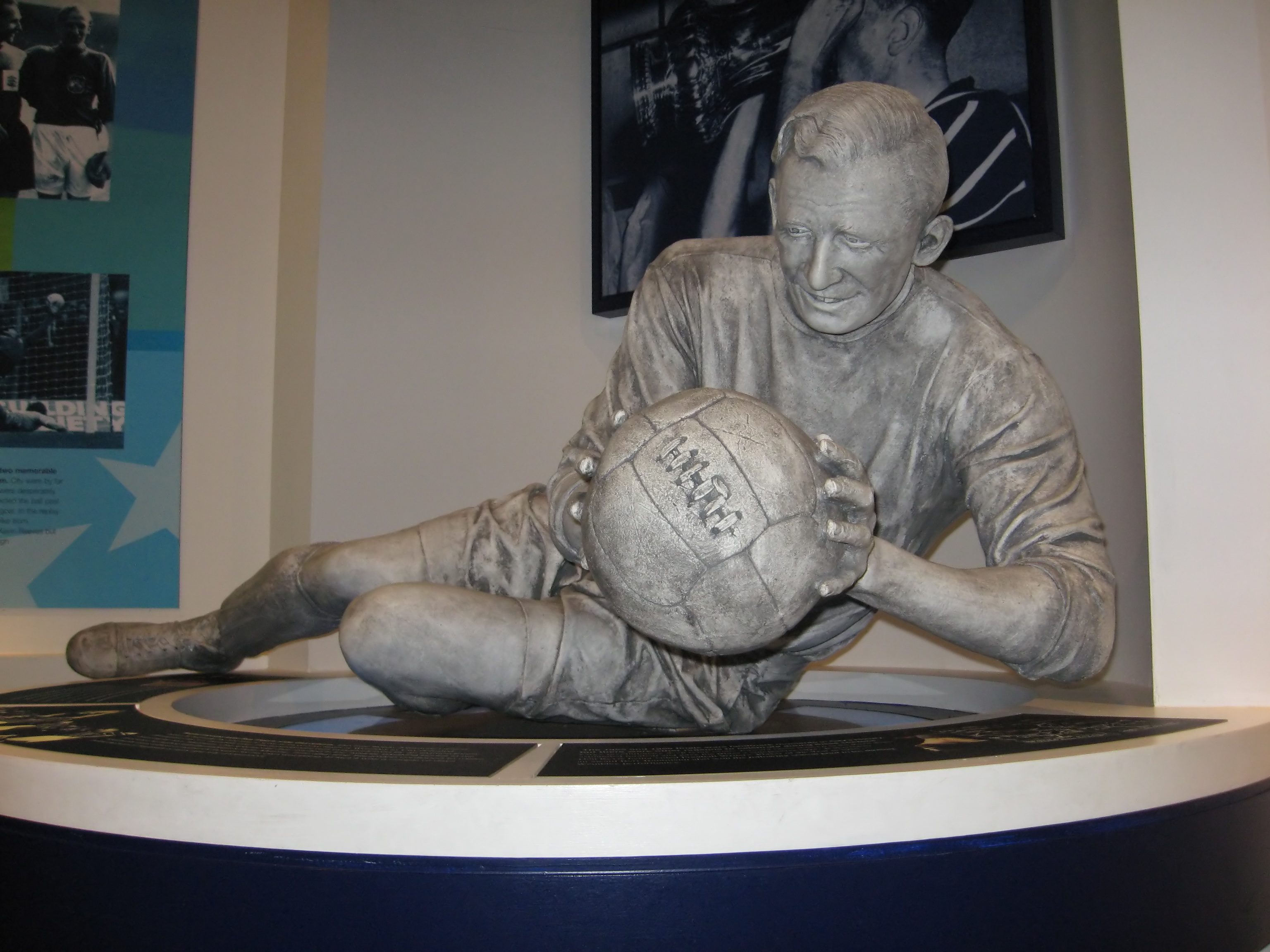
Tượng Trautmann tại Bảo tàng Manchester City, Vương quốc Anh

Những màn trình diễn tại St Helens đã đem lại cho Trautmann danh tiếng là một thủ môn tài năng, giúp ông nhận được sự chú ý từ các câu lạc bộ thi đấu tại Football League. Khi mùa giải tiếp theo bắt đầu, một số câu lạc bộ từ các giải đấu đã thể hiện sự hứng thú với việc chiêu mộ ông. Câu lạc bộ đầu tiên đề nghị với ông một bản hợp đồng là Manchester City, câu lạc bộ lúc đó đang chơi tại hạng đấu cao nhất cả nước, First Division. Vào ngày 7 tháng 10 năm 1949 Trautmann đã ký hợp đồng với câu lạc bộ với tư cách là một cầu thủ nghiệp dư và trở thành chuyên nghiệp một thời gian ngắn sau đó. Trautmann đã trở thành vận động viên thể thao đầu tiên ở Anh mặc đồ Adidas nhờ tình bạn của ông với Adolf Dassler.

#### Sự bất mãn của người hâm mộ và quãng thời gian đầu tại câu lạc bộ
Một số người hâm mộ của Manchester City bất mãn với việc câu lạc bộ ký hợp đồng với một cựu lính Lục quân Đức. Những người sở hữu vé theo mùa đã đe dọa rằng họ sẽ tẩy chay, nhiều nhóm khác nhau ở Manchester và trên cả nước đã oanh tạc câu lạc bộ bằng những lá thư phản đối. Ngoài khó khăn này, Trautmann sẽ còn phải gánh vác trách nhiệm thay thế thủ môn mới giải nghệ Frank Swift, một trong những thủ môn xuất sắc nhất lịch sử câu lạc bộ. Mặc dù bày tỏ sự nghi ngờ đối với bản hợp đồng mới một cách riêng tư, đội trưởng của câu lạc bộ, Eric Westwood, một cựu chiến binh Normandy, đã công khai chào đón Trautmann bằng tuyên bố, "Không có chiến tranh trong phòng thay đồ". Trautmann ra mắt đội một vào ngày 19 tháng 11 trong cuộc đối đầu với Bolton Wanderers và sau màn trình diễn xuất sắc trong trận đấu sân nhà đầu tiên của ông, sự phản đối của người hâm mộ đã giảm khi họ nhận ra tài năng của ông. Trước trận đấu sân nhà đầu tiên của Trautmann, Alexander Altmann, một thầy đạo cộng đồng của Manchester, đã viết một bức thư ngỏ đáng chú ý cho tờ Manchester Evening Chronicle, kêu gọi những người hâm mộ của City và cộng đồng Người Do Thái đối xử với Trautmann một cách tôn trọng. Ông tiếp tục phải nhận những tiếng la ó từ đám đông trong các trận đấu sân khách, thứ đã làm ảnh hưởng đến sự tập trung của ông trong các trận đấu đầu tiên như vào tháng 12 năm 1949, ông để thủng lưới bảy bàn trước Derby County.
Trận đấu của City với đối thủ Fulham vào tháng 1 năm 1950 là lần đầu tiên Trautmann đến Luân Đôn. Trận đấu này nhận được sự chú ý rộng rãi từ giới truyền thông, vì hầu hết các tờ báo Anh đều được đặt trụ sở tại đó; một số nhà báo thể thao hàng đầu đã tới chứng kiến Trautmann thi đấu lần đầu tiên. Những thiệt hại mà Không quân Đức Quốc xã gây ra cho thành phố đồng nghĩa với việc một cựu lính dù như Trautmann đã trở thành mục tiêu cho sự căm hận của đám đông, những người thét lên "Kraut" và "Đức Quốc Xã". City lúc đó đang gặp khó khăn trong giải đấu và được nhiều người dự báo sẽ phải chịu một thất bại nặng nề nhưng hàng loạt những pha cứu thua của Trautmann đã giúp cho đội bóng chỉ phải chịu một thất bại sít sao 1–0. Sau tiếng còi kết thúc trận đấu, Trautmann đã nhận được sự hoan nghênh nhiệt liệt và được tán thưởng khi rời sân bởi cả hai nhóm cầu thủ. Manchester City đã thi đấu bết bát suốt mùa giải đó và phải xuống hạng, thi đấu tại Second Division.
Manchester City đã trở lại hạng đấu cao nhất chỉ sau một mùa giải và trong những mùa giải tiếp theo Trautmann đã khẳng định mình là một trong những thủ môn xuất sắc nhất giải đấu, chỉ bỏ lỡ năm trận trong tổng số 250 trận đấu tại giải đấu quốc nội tiếp theo của câu lạc bộ. Cho đến năm 1952, danh tiếng của ông đã lan xa tới quê nhà, khiến Schalke 04 đề nghị với Manchester City mức giá 1,000 bảng Anh (tương đương £36.300 năm 2023) để có được sự phục vụ của ông. Lời đề nghị đã bị từ chối; câu lạc bộ cho rằng Trautmann phải đáng giá gấp hai mươi lần như vậy.
Vào giữa những năm 1950, huấn luyện viên của Manchester City Les McDowall đã giới thiệu một hệ thống chiến thuật mới sử dụng một tiền đạo trung tâm lùi sau, được gọi là Kế hoạch Revie theo tên của Don Revie, người chơi ở vị trí tiền đạo trung tâm. Hệ thống này phụ thuộc vào việc duy trì quyền kiểm soát bóng bất cứ khi nào có thể, đòi hỏi Trautmann phải sự dụng khả năng ném bóng của mình. Đối với các thủ môn cùng thời Trautmann, họ thường xuyên đá quả bóng đi càng xa khung thành càng tốt sau khi thực hiện một pha cứu thua. Ngược lại, Trautmann, được truyền cảm hứng từ thủ môn người Hungary Gyula Grosics, thường phát động các cuộc tấn công bằng cách ném bóng cho một tiền vệ cánh, thường là Ken Barnes hoặc John McTavish. Các tiền vệ cánh sau đó sẽ chuyền bóng cho Revie để tiếp tục phát triển đường tấn công.

#### Chung kết Cúp FA 1955 và 1956

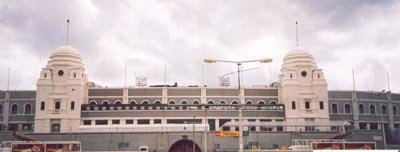
Sân vận động Wembley, địa điểm tổ chức hai trận chung kết Cúp FA 1955 và 1956

Sử dụng Kế hoạch Revie, Manchester City đã lọt vào trận Chung kết Cúp FA 1955, biến Trautmann trở thành cầu thủ người Đức đầu tiên chơi trong một trận chung kết Cúp FA. Đối thủ của City là Newcastle United, đội bóng từng vô địch giải đấu này vào năm 1951 và 1952. Sự căng thẳng đã ảnh hưởng tới các cầu thủ của City và họ đã bị dẫn trước bằng bàn thắng của Jackie Milburn chỉ sau 45 giây. Các vấn đề tiếp tục phát sinh khi City chỉ còn thi đấu với 10 người sau khi Jimmy Meadows phải rời sân do chấn thương sau 18 phút, bất lợi này đồng nghĩa với việc khả năng phát động tấn công từ những cú ném bóng của Trautmann đã bị hạn chế. Mặc dù Bobby Johnstone đã gỡ hòa cho City trong hiệp một, đội bóng đã gặp khó khăn trong hiệp hai và sau 57 phút, Trautmann đã bị khuất phục bởi Bobby Mitchell, người ghi bàn thắng thứ hai cho Newcastle. Trận đấu kết thúc với kết quả thua 3–1 dành cho City và Trautmann chỉ giành được huy chương bạc.
Manchester City đã có một mùa giải 1955–56 thành công, đứng thứ tư tại giải vô địch quốc gia và một lần nữa lọt vào chung kết Cúp FA với đối thủ là Birmingham City. Trautmann, một trong những cầu thủ xuất sắc nhất của đội, đã giành Giải thưởng Cầu thủ bóng đá xuất sắc nhất năm của FWA, trở thành thủ môn đầu tiên giành được giải thưởng này. Hai ngày sau, Trautmann đã bước ra Sân vận động Wembley cho trận đấu mà sẽ giúp ông nhận được sự hoan nghênh đến từ toàn thế giới.
Trong trận chung kết một năm trước, sự căng thẳng của City đã góp phần giúp đối thủ ghi một bàn thắng sớm, tuy nhiên lần này họ đã trở nên điềm tĩnh hơn. Dưới ảnh hưởng của Don Revie, người đã thi đấu vượt trội trong ngày hôm đó, City đã sớm mở tỷ số bằng một cú sút chân trái của Joe Hayes. Birmingham đã gỡ hòa vào phút thứ 14. Trận đấu vẫn tiếp diễn với thế trận cân bằng cho tới giữa hiệp hai, khi Jack Dyson và Bobby Johnstone ghi hai bàn chỉ trong ba phút để giúp Manchester City dẫn trước 3–1. Birmingham trong mười phút sau đó đã tấn công một cách mạnh mẽ. Vào phút thứ 75, Trautmann, khi đang lao người bắt bóng, đã bất tỉnh sau khi va chạm với cầu thủ bên phía Birmingham Peter Murphy, cổ của ông đã đập vào đầu gối phải của Murphy trong pha va chạm. Luật thay người khi đó chưa được áp dụng, vậy nên Trautmann, choáng váng và mất thăng bằng trên đôi chân của mình, vẫn phải tiếp tục thi đấu. Trong 15 phút còn lại, ông đã thành công bảo vệ khung thành của mình, thực hiện một pha đánh chặn quan trọng để một lần nữa từ chối Murphy. Manchester City đã thành công giữ vững chiến thắng và Trautmann đã trở thành người hùng nhờ những pha cứu thua ngoạn mục của ông trong những phút cuối cùng của trận đấu. Trautmann sau đó đã thừa nhận rằng ông đã dành những phút cuối của trận đấu "trong suơng mù".
Những cơn đau ở cổ tiếp tục hành hạ ông và Vương tế Philip đã bình luận về tình trạng cong vẹo của nó khi ông trao Trautmann tấm huy chương vàng. Trautmann đã tham dự yến tiệc sau trận đấu vào chiều ngày hôm đó dù ông không thể cử động đầu và đi ngủ với hi vọng việc nghỉ ngơi sẽ giúp vết thương lành lại. Do cơn đau không có dấu hiệu thuyên giảm, ông đã đến Bệnh viện St George vào ngày hôm sau, nơi ông được thông báo rằng ông chỉ đơn thuần bị vẹo cổ và sẽ lành lại. Ba ngày sau, ông đã nhận được ý kiến thứ hai từ một bác sĩ tại Bệnh viện Hoàng gia Manchester. Ảnh chụp Tia X cho thấy ông đã bị trật năm đốt sống, đốt thứ hai trong số đó đã bị nứt làm đôi. Đốt sống thứ ba đã chen vào đốt thứ hai, ngăn chặn những vết thương đã có thể giết chết Trautmann.

#### Phục hồi sau chấn thương
Trautmann đã mất vài tháng để dưỡng thương, khiến ông phải bỏ lỡ phần lớn mùa giải 1956–57. Jack Savage đã trở thành người thay thế ông trong quãng thời gian đó. Vào đầu tháng 12, Trautmann đã chơi hai trận dự bị nhưng sự tự tin của ông đã mất. Ông trở lại đội một vào ngày 15 tháng 12 trong trận đấu với Wolverhampton Wanderers nhưng để thủng lưới ba bàn. Ông đã phải vật lộn để lấy lại phong độ trong phần còn lại của mùa giải, dẫn đến việc một số người hâm mộ và giới truyền thông kêu gọi ông giải nghệ. Số còn lại đã chỉ trích câu lạc bộ, họ tin rằng Trautmann đã bị ép phải thi đấu khi chấn thương của ông còn chưa phục hồi hoàn toàn.
1957–58 là một mùa giải thất thường đối với Manchester City khi họ trở thành đội bóng Anh duy nhất vừa ghi và để thủng lưới 100 bàn trong một mùa giải. Trautmann đã thi đấu 34 trận và dù ông không thi đấu trong trận thua 9–2 trước West Bromwich Albion, trận thua 8–4 trước Leicester City trở thành kỷ lục về số bàn thua nhiều nhất mà Trautmann phải nhận trong một trận đấu trong suốt sự nghiệp của ông và ông chỉ có thể giữ sạch lưới hai trận trong cả mùa giải ấy.

#### Vinh danh
Trautmann đã ra sân 545 trận đấu cho City trong quãng thời gian 15 năm từ năm 1949 đến 1964.
Vào ngày 15 tháng 4 năm 1964, ông đã kết thúc sự nghiệp bằng một trận đấu vinh danh trước một đám đông được thống kê chính thức là 47.000 người, cho dù con số thực tế được ước tính là gần 60.000 người. Trautmann là đội trưởng của đội bóng kết hợp bởi Manchester City và Manchester United XI, có sự góp mặt của Bobby Charlton và Denis Law, đối đầu International XI có sự góp mặt của Tom Finney, Stanley Matthews và Jimmy Armfield.

### Cuối sự nghiệp
Sau khi rời City, Trautmann đã chuyển sang thi đấu cho Wellington Town, đội bóng đã đề nghị ông mức lương 50 bảng Anh mỗi trận, hợp đồng được ký kết vào tháng 9 năm 1964 để thay thế thủ môn chính đang gặp chấn thương. Tuổi tác đã làm giảm khả năng chơi bóng của ông, nhưng màn ra mắt tại Hereford United đã cho thấy rằng ông vẫn còn khả năng thu hút đám đông. Mặc dù vậy, ông đã phải nhận thẻ đỏ tại Tonbridge vì hành vi bạo lực trong trận đấu thứ hai của ông và cuối cùng, sự nghiệp của ông kết thúc với năm thất bại trong bảy trận mà ông thi đấu cho Wellington.

## Sự nghiệp quốc tế
Mặc dù được công nhận là một trong những thủ môn hàng đầu thời đó, Trautmann chưa bao giờ thi đấu cho đội tuyển quốc gia. Trautmann từng gặp huấn luyện viên của đội tuyển Đức, Sepp Herberger vào năm 1953, người đã giải thích rằng việc đi lại và các tác động liên quan đến chính trị đã ngăn cản việc ông lựa chọn một cầu thủ mà ông không dễ dàng có được và ông chỉ có thể cân nhắc việc chọn Trautmann vào đội tuyển nếu Trautmann lúc đó đang chơi tại một giải đấu của Đức. Do vậy, Trautmann không thể cùng những người đồng hương tham dự Giải vô địch bóng đá thế giới 1954, nơi Đức trở thành nhà vô địch. Trải nghiệm thi đấu quốc tế duy nhất của Trautmann đã đến vào năm 1960, khi Football League lần đầu tiên quyết định đưa những cầu thủ không phải người Anh vào đội bóng đại diện Football League. Trautmann trở thành đội trưởng của đội bóng đại diện Football League thi đấu với đội bóng đại diện Irish League và đội bóng đại diện Italian League.

## Sự nghiệp huấn luyện
Sau một vài tháng cân nhắc các kế hoạch về sự nghiệp tương lai của mình, Trautmann đã nhận được một cuộc gọi đến từ chủ tịch Stockport County, Victor Bernard, người đã đề nghị ông giữ chức tổng giám đốc của câu lạc bộ. Stockport là một câu lạc bộ ở hạng dưới đang gặp khó khăn với ngân sách nhỏ và việc bổ nhiệm Trautmann là một nỗ lực nhằm cải thiện hình ảnh của câu lạc bộ. Nhiều người dân địa phương là người hâm mộ của một trong hai đội bóng thành Manchester, vì vậy để kích thích sự quan tâm, Trautmann và Bernard đã quyết định dời các trận đấu sang các buổi chiều thứ Sáu, khi cả hai đội bóng thành Manchester đều không thi đấu. Điều này đã làm tăng doanh thu cho câu lạc bộ, nhưng đội bóng vẫn tiếp tục vật lộn với khó khăn. Do mâu thuẫn trong quan điểm với Bernard, Trautmann đã từ chức vào năm 1966. Từ năm 1967 đến 1968, ông trở thành huấn luyện viên của một câu lạc bộ Đức Preußen Münster, dẫn dắt đội bóng đạt vị trí thứ 13 tại giải đấu Regionalliga West, sau đó ông có một quãng thời gian ngắn làm việc tại Opel Rüsselsheim.
Hiệp hội bóng đá Đức sau đó đã gửi Trautmann với tư cách một nhân viên phát triển tới các đất nước không có các cơ cấu bóng đá quốc gia. Nhiệm vụ đầu tiên của ông là tại Miến Điện, nơi ông dành hai năm để làm huấn luyện viên đội tuyển quốc gia, giành quyền tham dự Thế vận hội Mùa hè 1972 và giành chức vô địch Cúp Tổng thống vào cuối năm đó, một giải đấu quy tụ các đội tuyển đến từ các quốc gia Đông Nam Á. Công việc của ông sau đó đã đưa ông tới vai trò cố vấn cho các huấn luyện viên của các đội tuyển quốc gia Tanzania, Liberia, Pakistan và Bắc Yemen, nơi ông đã đào tạo một số huấn luyện viên và giúp họ có được giấy phép huấn luyện. Sau khi nghỉ hưu, Trautmann đã định cư tại Tây Ban Nha.

## Phong cách chơi bóng
Trautmann rất giỏi trong việc cản phá các cú sút, đặc biệt là các quả phạt đền khi ông đã cản phá 60% các tình huống phạt đền mà ông phải đối mặt trong suốt sự nghiệp. Huấn luyện viên huyền thoại Matt Busby của Manchester United đã đề cập đến khả năng đoán trước tình huống của Trautmann trong các buổi họp đội trước trận đấu của ông: "Đừng dừng lại để suy nghĩ mình nên sút bóng như thế nào với Trautmann. Cứ sút bóng trước rồi nghĩ sau. Vì nếu bạn nhìn lên và tìm được cách sút, anh ấy sẽ đọc được suy nghĩ của bạn và ngăn chặn nó." Cựu tiền đạo Neil Young của Manchester City cũng cùng chung suy nghĩ này, ông nhớ lại rằng "cách duy nhất để đánh bại anh ta bằng một cú sút khi luyện tập là sút trượt quả bóng". Là một cựu cầu thủ bóng ném, Trautmann rất thông thạo trong việc ném bóng với khoảng cách xa, ông thường sử dụng kỹ năng này để phát động các pha bóng tấn công, đặc biệt là sau khi chứng kiến thủ môn người Hungary Gyula Grosics sử dụng những chiến thuật như vậy một cách hiệu quả trong chiến thắng 6–3 của Hungary trước Anh vào năm 1953.
Trautmann cảm thấy rất khó chấp nhận những lời chỉ trích và chỉ cho phép những người bạn thân gợi ý những thay đổi trong cách chơi của ông. Thỉnh thoảng ông lại quá chăm chú vào những sai lầm khiến cho sự tập trung của chính ông bị ảnh hưởng nghiêm trọng, một khuynh hướng mà người bạn của ông Stan Wilson gọi là "chọc ngoáy các bông hoa cúc". Tính khí nóng nảy của ông thỉnh thoảng khiến ông vướng vào những vấn đề không đáng có; ông thậm chí đã từng bị đuổi khỏi sân nhiều hơn một lần trong suốt sự nghiệp.

## Di sản và ảnh hưởng
—Lev Ivanovich Yashin
Trong suốt sự nghiệp của mình, Trautmann đã nhận được rất nhiều lời khen ngợi từ các nhân vật bóng đá nổi tiếng. Thủ môn huyền thoại người Liên Xô Lev Ivanovich Yashin, bản thân ông được coi là một trong những thủ môn vĩ đại nhất mọi thời đại, tin rằng ông và Trautmann là "hai thủ môn đẳng cấp thế giới ... duy nhất".
Phong cách chơi bóng đặc trưng của Trautmann cũng đã tạo nên sự ảnh hưởng tới các thủ môn trẻ trong quãng thời gian đỉnh cao sự nghiệp của ông. Cựu thủ môn Arsenal Bob Wilson đã gọi Trautmann là anh hùng thời thơ ấu của mình và Gordon Banks đã trích dẫn Trautmann như một sự ảnh hưởng tới phong cách chơi bóng của ông.
Các phương tiện truyền thông từ đó đã công nhận danh tiếng của Trautmann. ESPN coi Trautmann là một trong những thủ môn xuất sắc nhất trong lịch sử Cúp FA, với việc Trautmann đại diện cho Manchester City trong hai trận chung kết Cúp FA liên tiếp vào năm 1955 và 1956 và pha lao người vào chân Peter Murphy để bắt bóng trong trận chung kết Cúp FA 1956 được đánh giá là pha cứu thua vĩ đại nhất lịch sử Cúp FA; pha cứu thua đã làm gãy cổ của Trautmann.
Tháng 11 năm 1995, Trautmann đã trở về Maine Road để mở Khán đài Kippax đang được xây dựng lại. Mặc dù vậy, nó đã biến mất chỉ trong một thập kỷ khi vào tháng 5 năm 2003 câu lạc bộ chuyển tới Sân vận động Thành phố Manchester, Maine Road bị đóng cửa và bị phá hủy một năm sau đó.
Trautmann được thủ vai bởi nam diễn viên người Đức David Kross trong bộ phim tiểu sử The Keeper năm 2018.

## Giải thưởng
Năm 1997, Trautmann đã được trao Huân chương Thập tự Cộng hòa Liên bang Đức. Ông được bổ nhiệm làm OBE danh dự vào năm 2004 cho những đóng góp của ông trong quan hệ Đức – Anh Quốc và được trao giải thưởng tại Đại sứ quán Anh ở Berlin, giúp ông có lẽ trở thành người duy nhất từng giành được một Huân chương Đế quốc Anh và một Thập tự Sắt. Đêm ngày hôm sau, tại một buổi hòa nhạc do Dàn nhạc giao hưởng Berlin tổ chức, ông đã gặp Nữ hoàng. "Ah, Herr Trautmann. Tôi nhớ ra ông rồi", bà nói. "Ông còn bị đau ở cổ không?"
Năm 2005, ông đã được đưa vào Đại sảnh Danh vọng của Bảo tàng Bóng đá Quốc gia. Ông tiếp tục trở thành người hâm mộ của Manchester City và tới Manchester để xem câu lạc bộ chơi bóng, lần cuối ông tới xem câu lạc bộ thi đấu là vào tháng 4 năm 2010. Năm 1999, ông xuất hiện trong tập phim "The Germans We Kept" của chương trình Timewatch do BBC sản xuất, thuật lại các trải nghiệm của các tù nhân chiến tranh người Đức quyết định ở lại Vương quốc Anh.

## Cuộc sống cá nhân

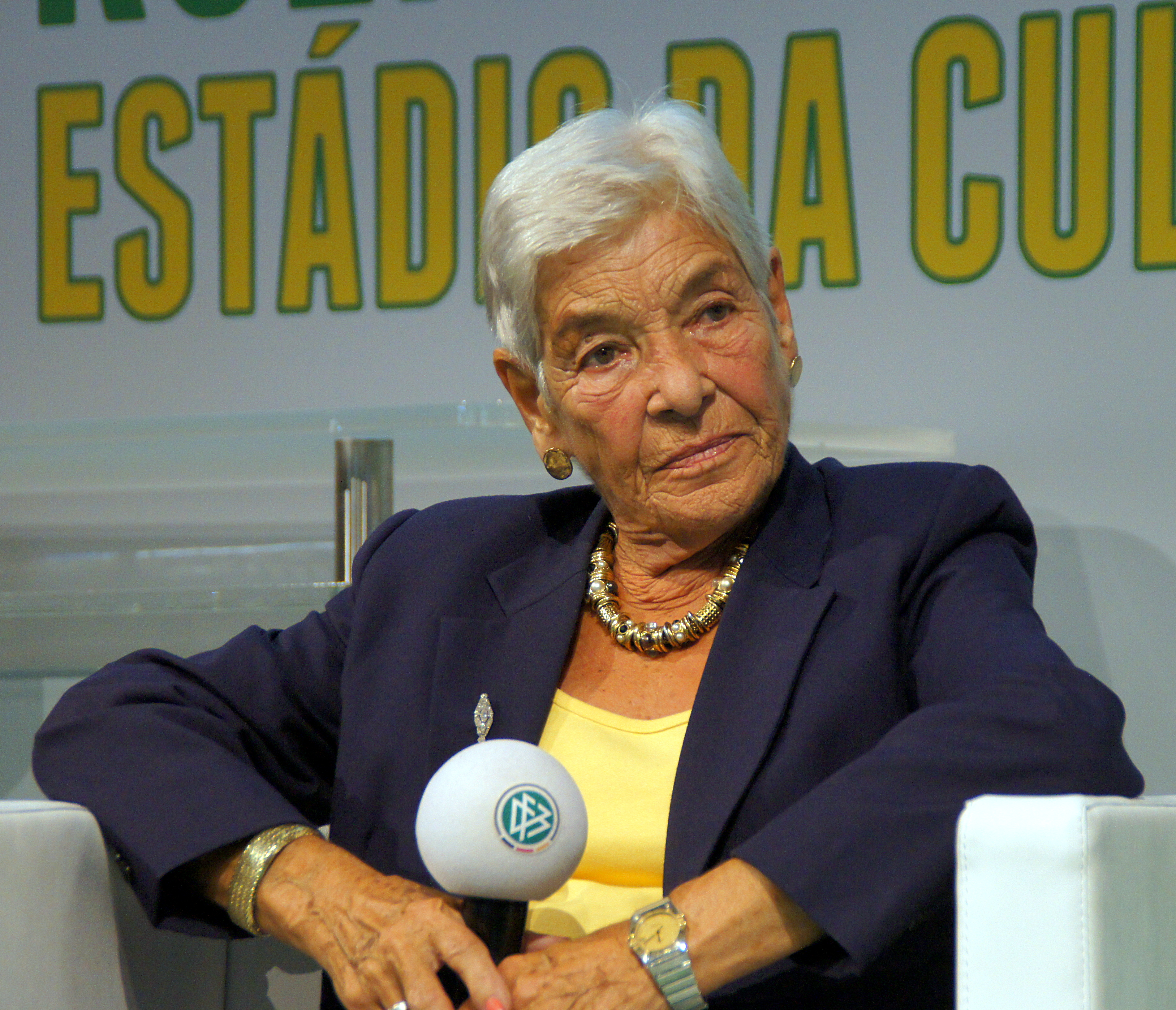
Marlis, người vợ thứ ba của Trautmann trong buổi giới thiệu bản dịch tiếng Đức của cuốn tiểu sử Trautmann's Journey: From Hitler Youth to FA Cup Legend bởi Catrine Clay tại Hội chợ sách Frankfurt vào ngày 12 tháng 10 năm 2013.

Trautmann đã cưới một cô gái tại St Helens, Margaret Friar, vào năm 1950, nhưng họ đã ly dị vào năm 1972. Cặp đôi có ba người con, John, Mark và Stephen. John, người con trai đầu lòng của ông, qua đời trong một vụ tai nạn ô tô vài tháng sau trận chung kết Cúp FA 1956 khi mới năm tuổi. Theo Trautmann, việc vợ ông không thể chấp nhận được những mất mát to lớn này đã dẫn tới sự đổ vỡ trong cuộc hôn nhân của cả hai. Ông cũng có một người con gái trong một mối quan hệ trước đó, người mà ông đã xa lánh trong nhiều năm. Ông đã toàn tụ với con gái vào năm 1990 với mẹ của cô, Marion Greenhall, vào năm 2001. Ông từng kết hôn với Ursula von der Heyde, một công dân Đức, khi sinh sống tại Miến Điện vào những năm 1970 nhưng họ đã ly dị vào năm 1982. Từ năm 1990, Trautmann sống cùng với người vợ thứ ba Marlis trong một căn bungalow nhỏ trên bờ biên Tây Ban Nha gần Valencia. Ông sau đó đã hỗ trợ thành lập Quỹ Trautmann, thứ tiếp nối di sản của ông bằng cách nuôi dưỡng dũng khí và tinh thần thể thao.
Cuốn tự truyện Steppes to Wembley của Trautmann đã được xuất bản vào năm 1956.

### Cái chết
Trautmann qua đời tại nhà riêng ở Tây Ban Nha vào ngày 19 tháng 7 năm 2013 ở tuổi 89. Ông đã phải chịu hai cơn nhồi máu cơ tim vào đầu năm ấy. Chủ tịch của hiệp hội bóng đá Đức, Wolfgang Niersbach, cho biết Trautmann là "là một vận động viên tuyệt vời và là một quý ông đích thực ... một huyền thoại". Bob Wilson, cựu thủ môn của Arsenal, đã tweet rằng, "Một người đàn ông tuyệt vời, người đã giúp đưa những quốc gia có những xung đột của chúng ta lại gần nhau hơn". Joe Corrigan, cựu thủ môn của Manchester City, cho biết Trautmann là "một người đàn ông tuyệt vời và là một trong những thủ môn vĩ đại nhất mọi thời đại".

## Thống kê sự nghiệp
| Câu lạc bộ      | Mùa giải       | Quốc nội               | Quốc nội | Quốc nội  | Cúp FA | Cúp FA    | League Cup | League Cup | Tổng   | Tổng      |
| Câu lạc bộ      | Mùa giải       | Giải đấu               | Ra sân   | Bàn thắng | Ra sân | Bàn thắng | Ra sân     | Bàn thắng  | Ra sân | Bàn thắng |
| --------------- | -------------- | ---------------------- | -------- | --------- | ------ | --------- | ---------- | ---------- | ------ | --------- |
| St Helens Town  | 1948–49        | Liverpool Combination  | 34       | 0         | 1      | 0         | —          | —          | 35     | 0         |
| St Helens Town  | 1949–50        | Lancashire Combination | 9        | 0         | 1      | 0         | —          | —          | 10     | 0         |
| St Helens Town  | Tổng           | Tổng                   | 43       | 0         | 2      | 0         | —          | —          | 45     | 0         |
| Manchester City | 1949–50        | First Division         | 26       | 0         | 0      | 0         | —          | —          | 26     | 0         |
| Manchester City | 1950–51        | Second Division        | 42       | 0         | 1      | 0         | —          | —          | 43     | 0         |
| Manchester City | 1951–52        | First Division         | 41       | 0         | 2      | 0         | —          | —          | 43     | 0         |
| Manchester City | 1952–53        | First Division         | 42       | 0         | 3      | 0         | —          | —          | 45     | 0         |
| Manchester City | 1953–54        | First Division         | 42       | 0         | 2      | 0         | —          | —          | 44     | 0         |
| Manchester City | 1954–55        | First Division         | 40       | 0         | 6      | 0         | —          | —          | 46     | 0         |
| Manchester City | 1955–56        | First Division         | 40       | 0         | 7      | 0         | —          | —          | 47     | 0         |
| Manchester City | 1956–57        | First Division         | 21       | 0         | 2      | 0         | —          | —          | 23     | 0         |
| Manchester City | 1957–58        | First Division         | 34       | 0         | 1      | 0         | —          | —          | 35     | 0         |
| Manchester City | 1958–59        | First Division         | 41       | 0         | 2      | 0         | —          | —          | 43     | 0         |
| Manchester City | 1959–60        | First Division         | 41       | 0         | 1      | 0         | —          | —          | 42     | 0         |
| Manchester City | 1960–61        | First Division         | 40       | 0         | 4      | 0         | 2          | 0          | 46     | 0         |
| Manchester City | 1961–62        | First Division         | 40       | 0         | 2      | 0         | 1          | 0          | 43     | 0         |
| Manchester City | 1962–63        | First Division         | 15       | 0         | 0      | 0         | 1          | 0          | 16     | 0         |
| Manchester City | 1963–64        | Second Division        | 3        | 0         | 0      | 0         | 0          | 0          | 3      | 0         |
| Manchester City | Tổng           | Tổng                   | 508      | 0         | 33     | 0         | 4          | 0          | 545    | 0         |
| Wellington Town | 1964–65        | Southern League        | 7        | 0         | 0      | 0         | —          | —          | 7      | 0         |
| Tổng sự nghiệp  | Tổng sự nghiệp | Tổng sự nghiệp         | 558      | 0         | 35     | 0         | 4          | 0          | 597    | 0         |

Các nguồn: Rowlands, Trautmann: The Biography, tr. 252; James, Manchester City: The Complete Record, tr. 367–395.

## Danh hiệu
Manchester City
- Cúp FA: 1955–56;[96] á quân: 1954–55[96]

Cá nhân
- Thập tự Sắt hạng Nhất: 1942
- Cầu thủ bóng đá của năm của FWA: 1956
- Huân chương Thập tự Cộng hòa Liên bang Đức: 1997
- Huân chương Đế quốc Anh: 2004
- Đại sảnh Danh vọng Bóng đá Anh: 2005
- Đại sảnh Danh vọng Thể thao Đức: 2011

### Các ghi chú
1. ↑  Rowlands, Trautmann: The Biography, tr. 13.
2. ↑  Rowlands, Trautmann: The Biography, tr. 14.
3. ↑  "How did it feel to be Bert Trautmann?". Goalden Times (bằng tiếng Anh). ngày 16 tháng 6 năm 2016. Bản gốc lưu trữ ngày 16 tháng 8 năm 2017. Truy cập ngày 23 tháng 9 năm 2023.
4. ↑  Blau und Weiss sau đó trở thành một phần của câu lạc bộ TuRa Bremen, vì vậy một số nguồn ghi TuRa và câu lạc bộ mà ông đã chơi khi còn là cầu thủ trẻ.
5. ↑  Kowalewski, Martin (ngày 12 tháng 3 năm 2019). "Film über Bremer Bert Trautmann" [Phim về Bert Trautmann đến từ Bremen]. Nordwest-Zeitung (bằng tiếng Đức). Truy cập ngày 21 tháng 12 năm 2020.
6. ↑  Rowlands, Trautmann: The Biography, tr. 19.
7. ↑  Rowlands, Trautmann: The Biography, tr. 22.
8. 1 2  James, The Official Manchester City Hall of Fame, tr. 134.
9. ↑  Rowlands, Trautmann: The Biography, tr. 38.
10. ↑  Rowlands, Trautmann: The Biography, tr. 43–44.
11. ↑  Rowlands, Trautmann: The Biography, tr. 49.
12. 1 2  Turnbull, Simon (ngày 16 tháng 5 năm 1999). "From prisoner of war to folklore". The Independent. Truy cập ngày 17 tháng 8 năm 2008.
13. 1 2  Hattenstone, Simon (ngày 28 tháng 3 năm 2019). "From Nazi to football hero: the incredible story of Man City's Bert Trautmann". The Guardian. London. Truy cập ngày 23 tháng 6 năm 2019.
14. ↑  Rowlands, Trautmann: The Biography, tr. 57.
15. 1 2 3 4 5  Turnbull, Simon (ngày 7 tháng 5 năm 2006). "Keeper of legends". The Independent on Sunday. London. Truy cập ngày 17 tháng 8 năm 2008.
16. ↑  "Goalkeeping Greats". Goalkeepers Are Different. ngày 10 tháng 10 năm 2004. Truy cập ngày 10 tháng 2 năm 2019.
17. 1 2 3  James, The Official Manchester City Hall of Fame, tr. 135.
18. ↑  Rowlands, Trautmann: The Biography, tr. 63.
19. ↑  Philip, Robert (ngày 3 tháng 11 năm 2005). "Salute to a true Cup final legend". The Daily Telegraph. London. Lưu trữ bản gốc ngày 12 tháng 1 năm 2022. Truy cập ngày 17 tháng 8 năm 2008.
20. ↑  Rösler, Paula (ngày 14 tháng 3 năm 2019). "Trautmann: From WWII enemy to football hero". Deutsche Welle. Truy cập ngày 21 tháng 12 năm 2020.
21. 1 2 3 4  Wilson, Steve (ngày 3 tháng 10 năm 2005). "A life less ordinary". ESPN. Bản gốc lưu trữ ngày 19 tháng 10 năm 2012. Truy cập ngày 17 tháng 8 năm 2008.
22. ↑  Clayton, Everything Under the Blue Moon, tr. 196.
23. ↑  Rowlands, Trautmann: The Biography, tr. 85.
24. ↑  "St Helens Town". Football Club History Database. Truy cập ngày 21 tháng 12 năm 2020.
25. 1 2 3  Penney, The Maine Road Encyclopedia, tr. 194.
26. ↑  Mitten, Andy (ngày 29 tháng 1 năm 2008). "Trautmann: a German Englishman in Spain". FourFourTwo. Truy cập ngày 21 tháng 12 năm 2020.
27. ↑  "Bert Trautmann". Manchester City F.C. Bản gốc lưu trữ ngày 20 tháng 10 năm 2020. Truy cập ngày 21 tháng 12 năm 2020.
28. ↑  James, The Official Manchester City Hall of Fame, tr. 76.
29. ↑  Rowlands, Trautmann: The Biography, tr. 97.
30. ↑  Paskowsky, Matthias (ngày 13 tháng 2 năm 2007). "Kein Krieg in dieser Kabine". 11 Freunde (bằng tiếng Đức). Bản gốc lưu trữ ngày 7 tháng 12 năm 2008. Truy cập ngày 17 tháng 8 năm 2008.
31. 1 2  James, The Official Manchester City Hall of Fame, tr. 137.
32. ↑  Clay, Catrine,  Trautmann's Journey: From Hitler Youth to FA Cup Legend, tr. 274-276
33. ↑  Rowlands, Trautmann: The Biography, tr. 99.
34. ↑  James, Manchester City – The Complete Record, tr. 366.
35. 1 2 3 4  Galvin, Robert. "Bert Trautmann". National Football Museum. Bản gốc lưu trữ ngày 15 tháng 11 năm 2007. Truy cập ngày 17 tháng 8 năm 2008.
36. ↑  James, The Official Manchester City Hall of Fame, tr. 139.
37. ↑  UK Retail Price Index inflation figures are based on data from Clark, Gregory (2017). "The Annual RPI and Average Earnings for Britain, 1209 to Present (New Series)". MeasuringWorth. Truy cập ngày 11 tháng 6 năm 2022.
38. ↑  Rowlands, Trautmann: The Biography, tr. 118.
39. 1 2  Lacey, David (ngày 13 tháng 5 năm 2011). "The Revie final: how the Don glowed quietly for Manchester City". The Guardian. Truy cập ngày 29 tháng 12 năm 2013.
40. 1 2  Rowlands, Trautmann: The Biography, tr. 157–158.
41. ↑  James, Manchester City – The Complete Record, tr. 49.
42. ↑  Rowlands, Trautmann: The Biography, tr. 168.
43. 1 2  James, Manchester City – The Complete Record, tr. 159.
44. ↑  Harding, Luke (ngày 2 tháng 11 năm 2004). "'If I'd known my neck was broken I'd have been off'". The Guardian. Truy cập ngày 5 tháng 6 năm 2018.
45. ↑  Boyes, Roger (ngày 1 tháng 11 năm 2004). "OBE for the German hero who stuck his neck out". The Times. London. Bản gốc lưu trữ ngày 19 tháng 5 năm 2009. Truy cập ngày 17 tháng 8 năm 2008.
46. ↑  "Broken Dreams". The Times. London. ngày 16 tháng 6 năm 2007. Bản gốc lưu trữ ngày 15 tháng 6 năm 2011. Truy cập ngày 17 tháng 8 năm 2008.
47. 1 2  "05.05.1956 Bert Trautmann breaks his neck". The Guardian. London. ngày 6 tháng 5 năm 2006. Truy cập ngày 17 tháng 8 năm 2008.
48. 1 2  Rowlands, Trautmann: The Biography, tr. 184.
49. ↑  Wallace, Century City – Manchester City Football Club 1957/58, tr. 200.
50. ↑  Rowlands, Trautmann: The Biography, tr. 195.
51. ↑  Wallace, Century City – Manchester City Football Club 1957/58, tr. 9.
52. ↑  Rowlands, Trautmann: The Biography, tr. 199.
53. ↑  James, Manchester City – The Complete Record, tr. 383.
54. ↑  Brandon, A–Z of Manchester Football: 100 Years of Rivalry, tr. 220.
55. ↑  James, The Official Manchester City Hall of Fame, tr. 142.
56. ↑  "Bert hails City fans 'best in the world'". Manchester City F.C. ngày 10 tháng 4 năm 2010. Truy cập ngày 21 tháng 12 năm 2020.
57. 1 2  "Life of Bucks legend to hit the big screen". Shropshire Star. ngày 22 tháng 3 năm 2017. tr. 10. Báo cáo bởi Mark Andrews.
58. ↑  "The day Edgar St hailed brave Bert". Hereford Times. ngày 23 tháng 3 năm 2006. Truy cập ngày 30 tháng 7 năm 2017.
59. ↑  Rowlands, Trautmann: The Biography, tr. 216.
60. ↑  Rowlands, Trautmann: The Biography, tr. 123.
61. 1 2  Dunlop, Andy (ngày 20 tháng 7 năm 2013). "Obituary: Bernhard Carl "Bert" Trautmann OBE, goalkeeper and coach". The Scotsman. Truy cập ngày 21 tháng 12 năm 2020.
62. ↑  Rowlands, Trautmann: The Biography, tr. 218.
63. ↑  Rowlands, Trautmann: The Biography,tr. 223.
64. ↑  "Bernd Trautmann" (bằng tiếng Đức). Fussballdaten. Truy cập ngày 17 tháng 8 năm 2008.
65. ↑  Rowlands, Trautmann: The Biography, tr. 234.
66. ↑  Taylor, Louise (ngày 11 tháng 4 năm 2010). "Bert Trautmann: from Nazi paratrooper to hero of Manchester City". The Guardian. Truy cập ngày 6 tháng 1 năm 2025.
67. ↑  "Lutfi given charge of national football team". Dawn. ngày 15 tháng 1 năm 2011. Truy cập ngày 24 tháng 12 năm 2024.
68. ↑  Penney, Manchester City: The Mercer-Allison Years, tr. 11.
69. 1 2  Rowlands, Trautmann: The Biography, tr. 162.
70. ↑  Harper, Nick (ngày 16 tháng 5 năm 2003). "Small Talk: FA Cup Special". The Guardian. London. Truy cập ngày 17 tháng 8 năm 2008.
71. ↑  Rowlands, Trautmann: The Biography, tr. 247.
72. ↑  "The FA Cup's Greatest Goalkeepers". ESPN Soccernet. ESPN. ngày 6 tháng 1 năm 2011. Bản gốc lưu trữ ngày 22 tháng 12 năm 2011. Truy cập ngày 5 tháng 4 năm 2011.
73. ↑  "E.ON Great Saves No.1: Bert Trautmann". Daily Mirror. Bản gốc lưu trữ ngày 20 tháng 9 năm 2011. Truy cập ngày 27 tháng 4 năm 2011.
74. ↑  Culley, Jon (ngày 26 tháng 11 năm 1995). "City on higher ground". The Independent on Sunday. Independent Print Limited. Truy cập ngày 25 tháng 7 năm 2012.
75. ↑  "Saints spoil Maine Road party". BBC Sport. ngày 11 tháng 5 năm 2003.
76. ↑  "Demolition begins at Maine Road". BBC News. ngày 5 tháng 2 năm 2004.
77. ↑  Alberge, Dalya (ngày 19 tháng 3 năm 2017). "German PoW and hero goalie stars in tale of reconciliation". The Observer. Truy cập ngày 8 tháng 10 năm 2018.
78. ↑  Halligan, Fionnula. "'Trautmann': Zurich Review". Screen Daily. Truy cập ngày 8 tháng 10 năm 2018.
79. ↑  Dowd, Vincent (ngày 2 tháng 4 năm 2019). "From unlikely football hero to film star". BBC News.
80. ↑  Der Fußball trauert um Bert Trautmann (bằng tiếng Đức)
81. ↑  "Football star Trautmann given OBE". BBC News. ngày 1 tháng 11 năm 2004. Truy cập ngày 17 tháng 8 năm 2008.
82. ↑  "Obituary: Bert Trautmann". The Times. ngày 20 tháng 7 năm 2013. Truy cập ngày 31 tháng 7 năm 2013.
83. ↑  "City salutes Bert Trautmann". Manchester City F.C. ngày 13 tháng 4 năm 2010. Bản gốc lưu trữ ngày 21 tháng 8 năm 2010. Truy cập ngày 5 tháng 4 năm 2011.
84. ↑  Tập phim "The Germans We Kept" của chương trình Timewatch do BBC sản xuất, 1999.
85. ↑  Rowlands, Trautmann: The Biography, tr. 226.
86. ↑  Clay, Trautmann's Journey, tr. 313–14.
87. ↑  Rowlands, Trautmann: The Biography, tr. 340.
88. ↑  Rowlands, Trautmann: The Biography, tr. 242.
89. ↑  "Trautmann Foundation Homepage". www.trautmann-foundation.de. Bản gốc lưu trữ ngày 13 tháng 9 năm 2017. Truy cập ngày 16 tháng 8 năm 2018.
90. ↑  "Trautmann Foundation". www.facebook.com. Truy cập ngày 16 tháng 8 năm 2018.
91. ↑  London: Robert Hale.
92. ↑  "Legende Bert Trautmann gestorben" (bằng tiếng Đức). sport1.de. ngày 19 tháng 7 năm 2013. Bản gốc lưu trữ ngày 22 tháng 8 năm 2013. Truy cập ngày 19 tháng 7 năm 2013.
93. 1 2  "Former Germany international and Manchester City goalkeeper Bernd Trautmann dies". The Independent. ngày 19 tháng 7 năm 2013. Truy cập ngày 19 tháng 7 năm 2013.
94. ↑  "Manchester City legend Bert Trautmann dies aged 89". BBC Sport. ngày 19 tháng 7 năm 2013. Truy cập ngày 19 tháng 7 năm 2013.
95. ↑  "Bert Trautmann dies, aged 89". The Guardian. ngày 19 tháng 7 năm 2013. Truy cập ngày 19 tháng 7 năm 2013.
96. 1 2  Vernon, Leslie; Rollin, Jack (1977). Rothmans Football Yearbook 1977–78. London: Brickfield Publications Ltd. tr. 490. ISBN 0354 09018 6.